# Holubinka březová
Holubinka březová (Russula betularum) je druh houby z čeledi holubinkovitých (Russulaceae).

## Znaky
Tence masitý klobouk v průměru dorůstá 2–6 cm, v mládí klenutý se postupně zplošťuje, někdy je středová část vmáčklá, okraj je rýhovaný. Pokožka je suchá, lesklá, jemně zdrsnělá, barvu má červenavou, růžovou až vybledající, dá se sloupnout do více než poloměru klobouku.
Lupeny jsou křehké, tenké, bílé až krémové, u třeně jsou volné až úzce připojené, na klobouku řídce uspořádané, ostří je lehce pilovité. Výtrusný prach je bílý.
Třeň je 3–6 cm dlouhý, křehký, bílý, za vlhka nebo po poranění šedavý, válcovitý či kyjovitý, podélně jemně vrásčitý, houbově vycpaný či dutý.
Dužnina je hodně křehká, v závislosti na stáří bílá, žlutavá až šedá, voní nakysle po ovoci, kokosu nebo vlašských oříšcích, chuťově je ostře palčivá.

## Užití
Jedovatá houba.

## Ekologie
Tato holubinka roste od července do října pod břízami a smrky ve vlhkém mechu.

## Rozšíření
Druh je rozšířen v oblastech Evropy, Ruska a západu Severní Ameriky.

## Galerie

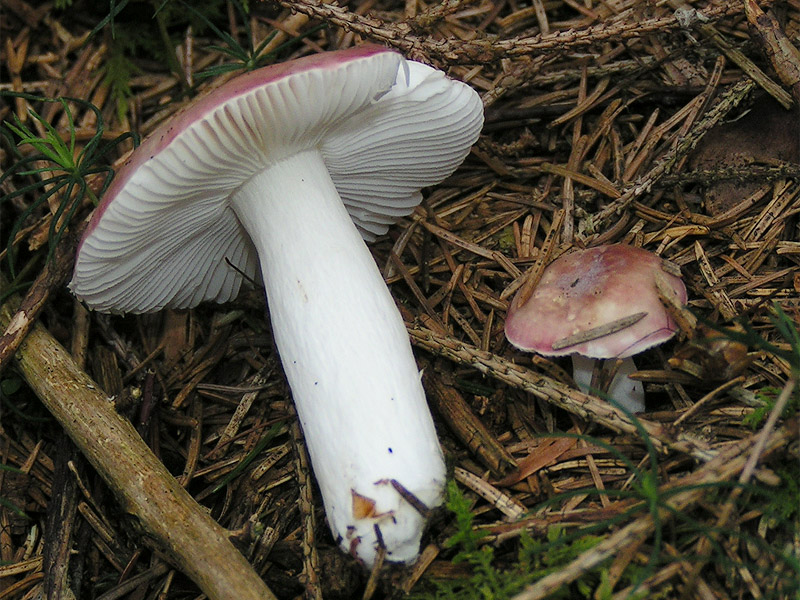
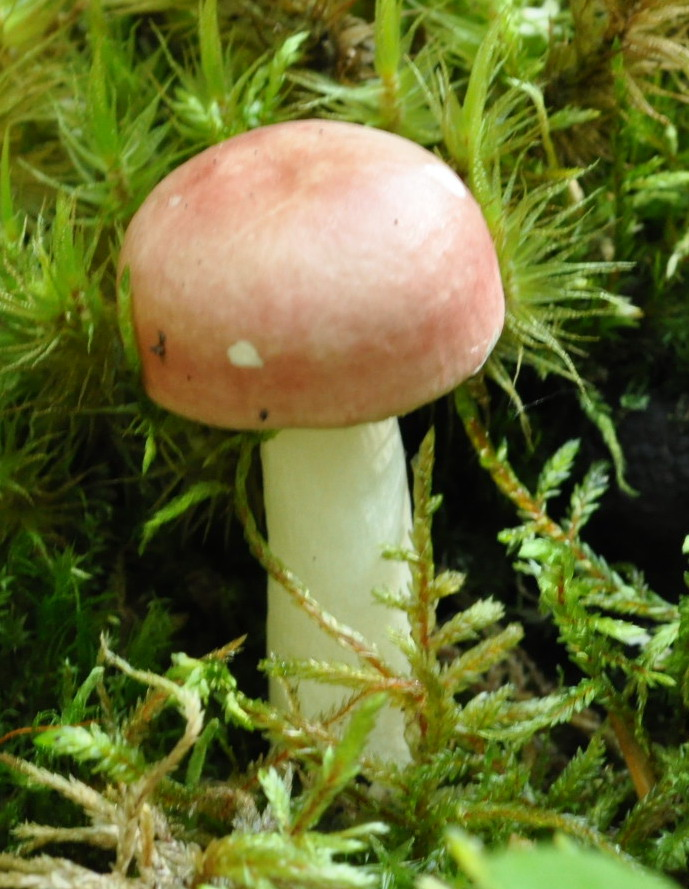
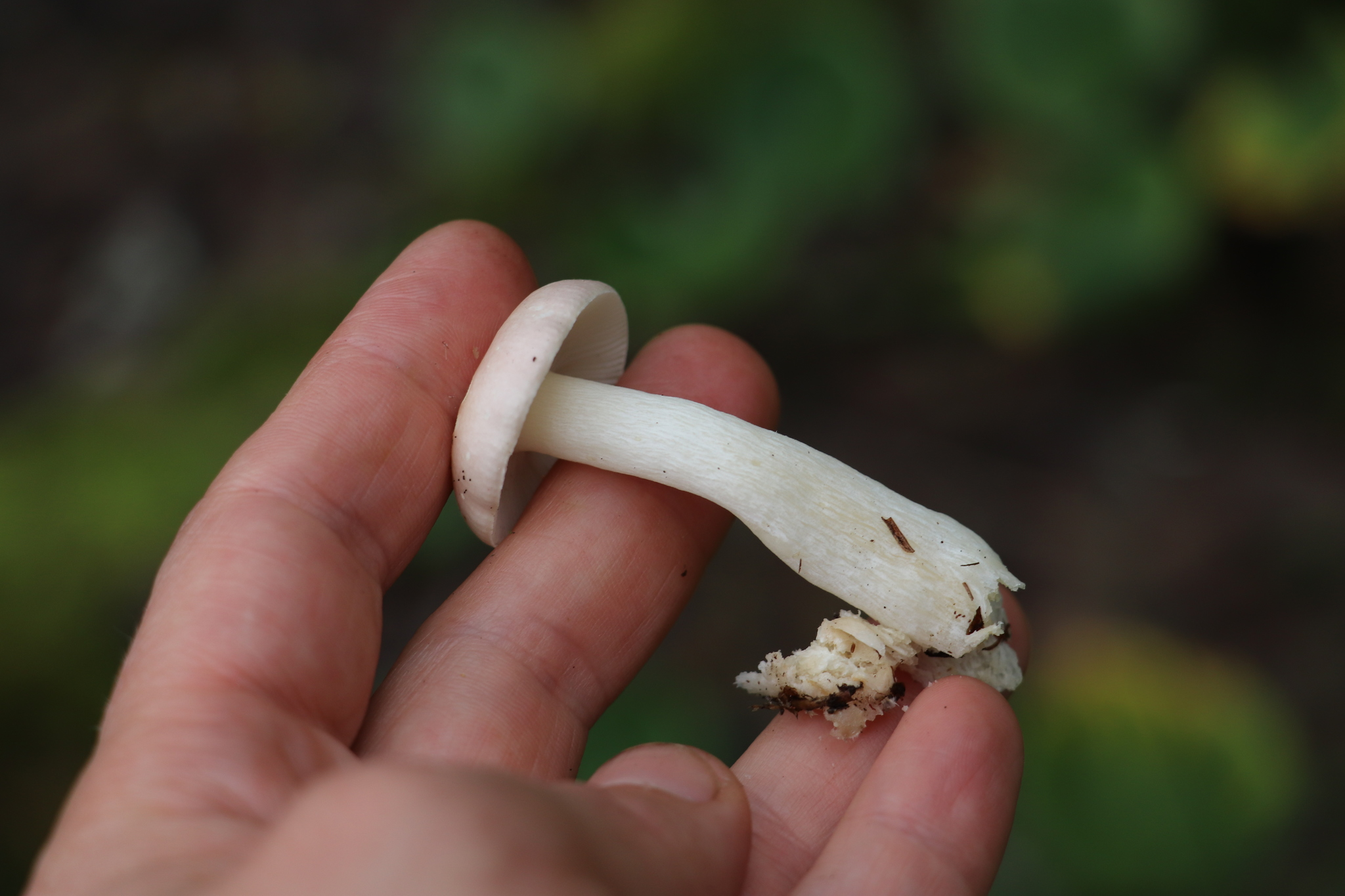
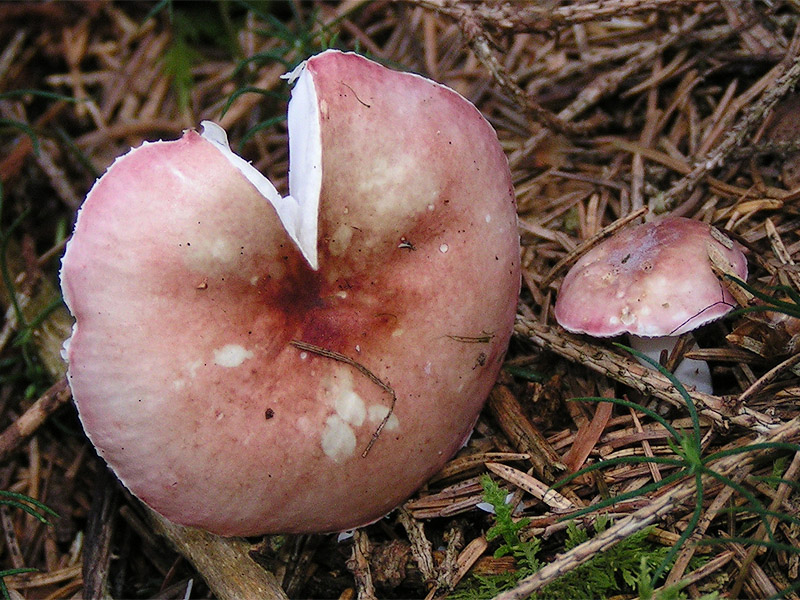

## Možnost záměny
- Holubinka vrhavka (Russula emetica) - Holubinka březová je označována za její poddruh, někdy je možno setkat se s názvem holubinka vrhavka březová.[6][7]

- Holubinka křehká (Russula fragilis)
- Holubinka vodnatá (Russula aquosa)
- Holubinka lesní (Russula silvestris)